# Gentiana expansa
Gentiana expansa är en gentianaväxtart som beskrevs av H.Smith. Gentiana expansa ingår i släktet gentianor, och familjen gentianaväxter. Inga underarter finns listade i Catalogue of Life.